# Le Surréalisme au service de la révolution

Le Surréalisme au service de la révolution ou Surréalisme ASDLR est une revue surréaliste qui succède à la revue La Révolution surréaliste. Le changement de titre traduit un changement de ligne consécutif aux dissensions nées principalement entre André Breton et Louis Aragon d'une part, Robert Desnos et Emmanuel Berl d'autre part. Leurs divergences, au-delà des jalousies concernant une femme, Suzanne Muzard, partagée depuis deux ans et demi par le premier et le dernier, portaient sur l'engagement des artistes dans la Révolution communiste et la remise en question de celui-ci provoqué par le suicide de Vladimir Maïakovski le 14 avril 1930. La nouvelle formule perd les deux tiers de son lectorat et chute à trois cent cinquante exemplaires.
La revue comptera 6 numéros de juillet 1930 à mai 1933. Les numéros parus ont été réédités par l'éditeur Jean-Michel Place.

## Publications

### Numéro 1
- Sans date, mais paru en juillet 1930[1].
- Contributions de Paul Éluard, André Breton, René Crevel, Tristan Tzara, Salvador Dalí, Louis Aragon, René Char, Benjamin Péret, Albert Valentin, Francis Ponge, Pierre Unik, Georges Sadoul, Marcel Fourrier, Maxime Alexandre, André Thirion, Jacques Viot.
- Hors-textes de Luis Buñuel, Man Ray, Salvador Dalí.

### Numéro 2
- Sans date, paru en octobre 1930[1]
- Contributions d'André Breton, D.A.F. de Sade, Maurice Heine, René Char, Georges Sadoul, Paul Eluard, Louis Aragon, Albert Valentin, Marcel Duchamp, René Crevel, Benjamin Péret, Jean Frois-Wittmann, André Thirion.
- Notes de Maxime Alexandre, Salvador Dali, Paul Eluard.
- Hors-textes de Man Ray, Yves Tanguy, Salvador Dalí.

### Numéro 3
- Sans date, paru en décembre 1931[1]
- Contributions de Louis Aragon, André Breton, Maxime Alexandre, Maurice Heine, Paul Éluard, Salvador Dalí, Alberto Giacometti, Max Ernst, Yves Tanguy, Pierre Unik, René Char, Georges Sadoul, René Crevel.
- Hors textes de Joan Miró, Alberto Giacometti, Gala Éluard, André Breton, Valentine Hugo, Salvador Dalí, Man Ray, Clovis Trouille.

### Numéro 4
- Sans date, paru également en décembre 1931[1]
- Contributions de René Crevel, André Breton, René Char, Paul Eluard, Tristan Tzara, Georges Sadoul, Louis Aragon, Pierre Unik, Salvador Dalí.
- Hors-textes de Max Ernst, Yves Tanguy, Salvador Dalí.

### Numéro 5
- Paru le 15 mai 1933[2]
- Contributions de Marcel Duchamp, Pierre Yoyotte, Maurice Heine, André Breton, Paul Éluard, Benjamin Péret, Paul Nougé, Roger Caillois, Alberto Savinio, J.-M. Monnerot, Gilbert Lély, Joë Bousquet, Alberto Giacometti, Salvador Dalí.
- Poèmes de Paul Éluard, Alberto Giacometti, Maurice Henry, Greta Knutson, Étienne Lero, Symone Monnerot, César Moro, Benjamin Péret, Pierre Unik.
- Lettres de Jehan Mayoux, Ferdinand Alquié, du groupe Devětsil et de Sigmund Freud.
- Hors-textes de Marcel Duchamp, Marie-Berthe Ernst, Salvador Dalí, Valentine Hugo, Max Ernst, Man Ray.

### Numéro 6
- Paru en même temps que le numéro 5, le 15 mai 1933[3].
- Contributions d'André Breton, Artür Harfaux, Maurice Henry, Zdenko Reich, Luis Buñuel, Marco Ristitch, Yves Tanguy, Max Ernst, André et Marcel Jean, René Char, Tristan Tzara.
- Poèmes de Hans Arp, Henri Baranger, M. Blecher, Georges Hugnet, Douchan Matitch, Benjamin Péret, Gui Rosey.
- Hors-textes de Alberto Giacometti, René Magritte, Max Ernst, André Breton, Paul Éluard, Valentine Hugo, Salvador Dalí, Yves Tanguy.